# 朱绍毅
朱绍毅（1948年8月—），男，中华人民共和国政治人物，曾任辽宁省人大常委会副主任，第十二届辽宁省人大代表（因涉辽宁拉票贿选案被终止代表资格）。